# Feldgeding
Feldgeding ist ein Gemeindeteil von Bergkirchen im oberbayerischen Landkreis Dachau. Das Kirchdorf liegt circa einen Kilometer südöstlich von Bergkirchen.

## Geschichte
Feldgeding wird erstmals 842 als „Feldcundingon“ in einer Schenkungsurkunde erwähnt. Der Ort erhielt seinen Namenszusatz Feld wohl zur Unterscheidung von Günding (Gundinga). 
Am 1. Mai 1978 wurden die bisher selbstständigen Gemeinden Eisolzried, Feldgeding, Lauterbach und Oberbachern aufgelöst und mit Gebietsteilen der aufgelösten Gemeinden Günding und Kreuzholzhausen zur neuen Gemeinde Bergkirchen zusammengefügt.

## Baudenkmäler

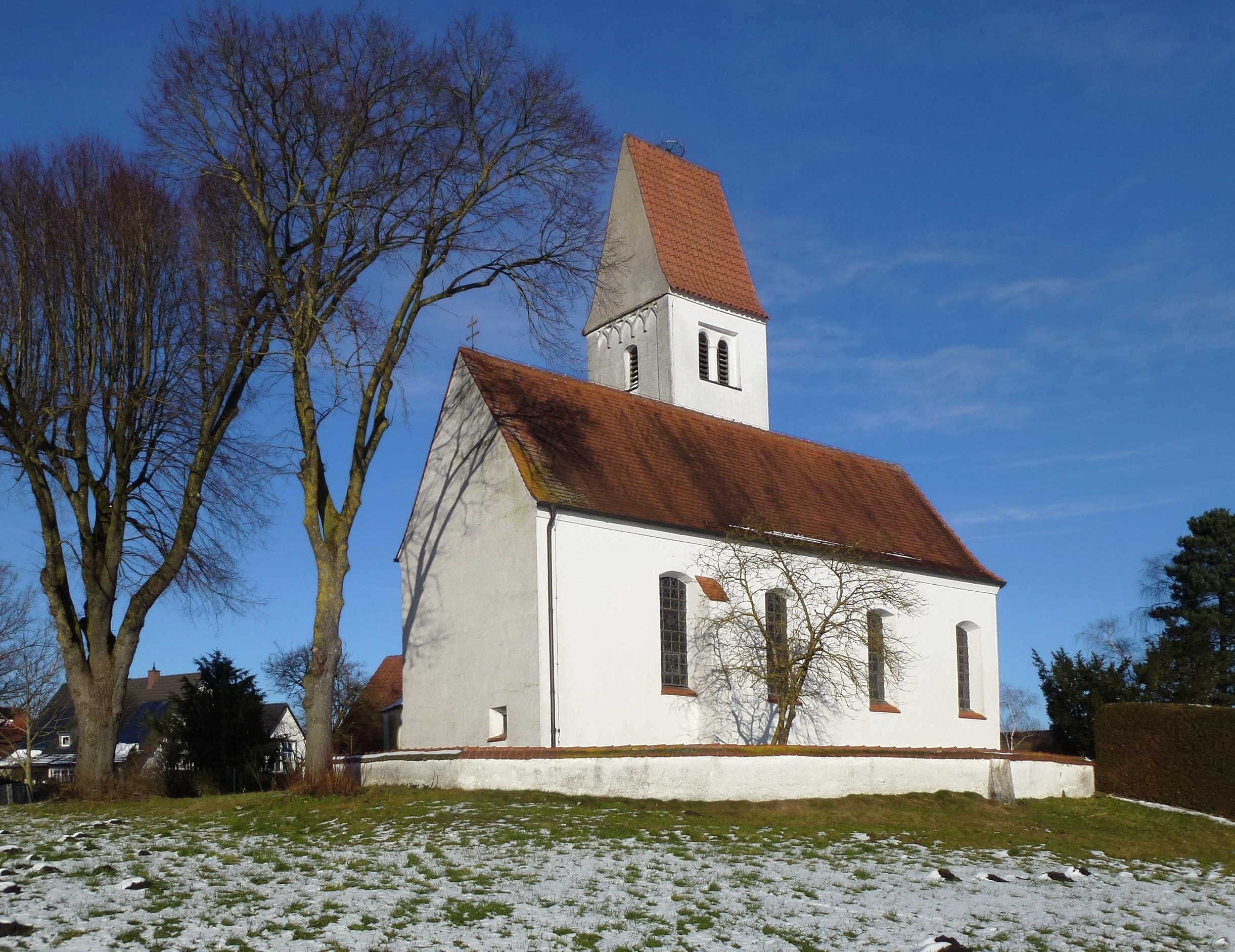
Kirche St. Augustinus

- Katholische Filialkirche St. Augustinus, erbaut Ende des 15. Jahrhunderts
- Taubenkobel, 19./20. Jahrhundert